# Enslingen i von Anka-palatset
Enslingen i von Anka-palatset från 1994 är kapitel 12 i seriesviten Farbror Joakims liv (The Life and Times of $crooge McDuck), författad och tecknad av Don Rosa. Serien utspelar sig juldagen 1947.

## Handling
Joakim von Anka är gammal och svag, och har mist sin äventyrslust. Han lever i en stor gammal villa och håller sig borta från människor. 
På juldagen 1947 bjuder Joakim in Kalle Anka och Knatte, Fnatte och Tjatte på julmiddag för att se hur dugliga de är och kunna bedöma hur mycket de ska fä ärva efter honom. Joakim tar dem till Pengabingen, där han öppnar valvet för att visa sin förmögenhet, som länge varit ett mysterium men Kalle tror ändå inte på att Joakim har kämpat för allt och han tror att Joakim har ärvt allt. Björnligan som klätt ut sig till tomtar dyker då upp och tar Joakim, Kalle och Knattarna till fånga och låser in dem i ett förråd i bingen, samtidigt som de lastar en släde med pengar för att åka iväg. I förrådet finns massor av grejer från Joakims forntida äventyr och Kalle tror nonchalant fortfarande att Joakim inte har använt verktygen och sakerna själva och att han har köpt dem på någon loppmarknad eller liknande. Nu blir Joakim less och tar en hacka och hugger sig ut för dörren och så ger de sig efter Björnligan åkandes på en gammal kista. Efter en vild jakt lyckas Joakim till slut stoppa dem. Sen när han sitter i pengabingen så har det blivit en vändning i hans liv och han börjar tänka tillbaka på alla sina gamla minnen från tidigare äventyr.